# Thăng giáng lượng tử
Trong vật lý lượng tử, thăng giáng lượng tử hay biến thiên lượng tử, hay dao động lượng tử hay biến thiên chân không lượng tử hay biến thiên chân không, là một sự thay đổi, thường là trong thời gian rất ngắn, năng lượng tại một điểm trong không gian  theo nguyên lý bất định của Werner Heisenberg.
Theo nguyên lý bất định, năng lượng và thời gian liên hệ với nhau qua bất đẳng thức sau
{\displaystyle \Delta E\Delta t\geq {h \over 4\pi }}
Sự thăng giáng này làm cho trong chân không luôn sinh ra, thường là trong những khoảng thời gian rất ngắn, các cặp hạt-phản hạt của các hạt ảo. Hiệu ứng mà các hạt này gây ra có thể đo đạc được, ví dụ thông qua điện tích hiệu dụng của electron, là khác với điện tích nguyên thủy của nó.
Thăng giáng lượng tử có thể quan trọng trong lịch sử hình thành và cấu trúc của vũ trụ.